# Svelast

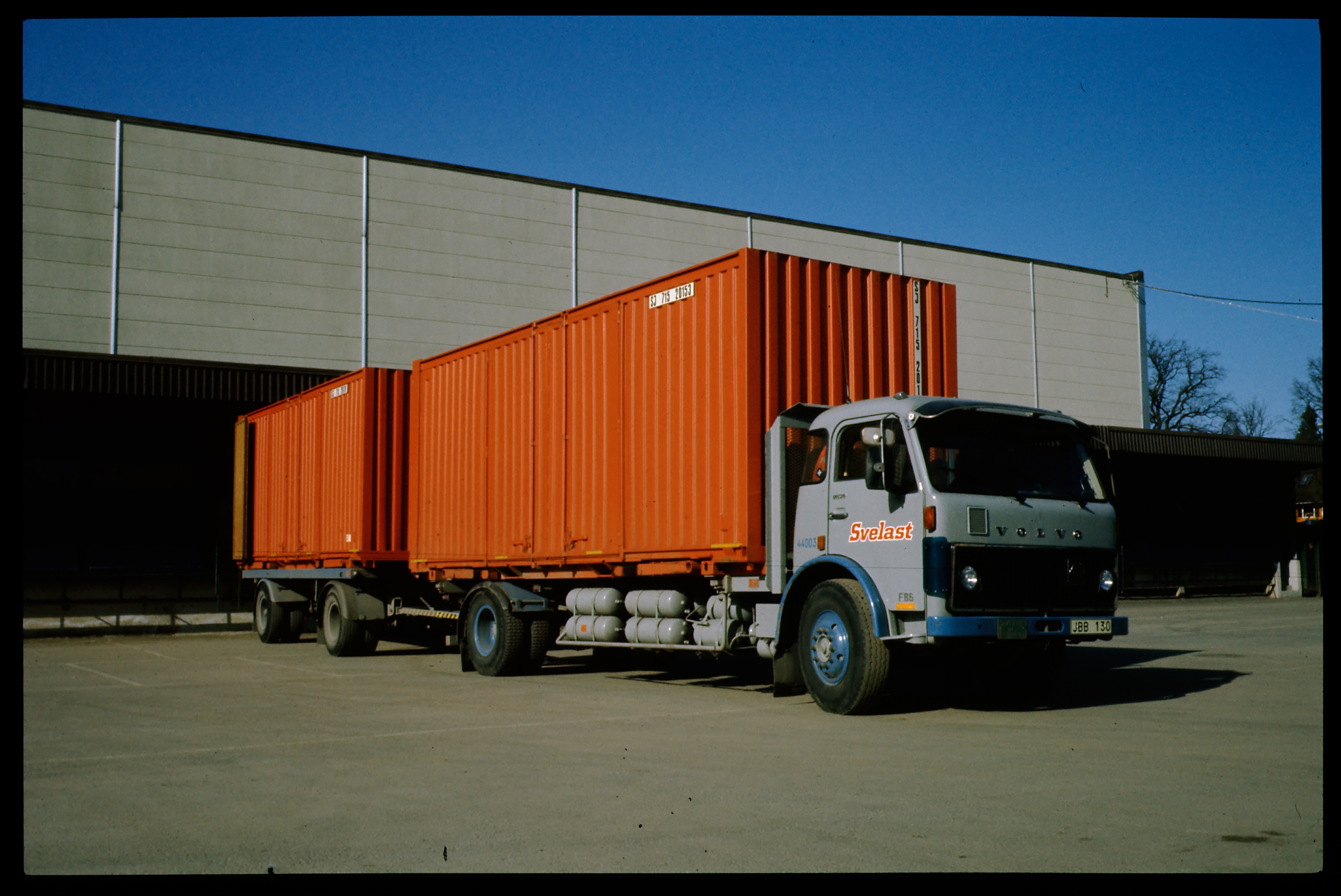
Svelast lastbil.

Svelast, tidigare svenskt åkeriföretag, numera en del av  EB Road Cargo AB.
Svelast ägdes under många år av Statens Järnvägar. På uppdrag av Svelast utvecklade Kalmar Verkstad Kalmar Terminal.
Svenska Lastbilsaktiebolaget grundades 1937 som dotterbolag till Stockholm-Westerås-Bergslagens järnvägar. 
Första lastbilen som registrerades på bolaget var en mjölkbil som trafikerade sträckan mellan Västerås och Ängsö i Mälaren.
1944 förvärvade Statens Järnvägar SJ moderbolaget och året efter införlivades SLAB i SJ-koncernen.
Under efterkrigstiden expanderade SLAB kraftigt genom förvärv av flera mindre åkerier och genom att andra lastbilsåkerier inom SJ-koncernen flyttades till SLAB, vilket innebar att SLAB blev Nordens största åkeri 1950 med representation på 63 orter.
1964 startade SLAB regionsforslingen och fordonsparken utökades med ett 60-tal bilar och ett antal efterfordon. 
1968 genomgick företaget en större förändring med hårdare marknadsföring och ny logotyp och Svelast blev det nya varumärket. 1 januari 1983 bytte SLAB namn till Swedcarrier och blev moderbolag för SJ-koncernens dotterbolag. Lastbilsdivisionen bröts ur och lades i det nybildade dotterbolaget AB Svelast. 1986 övergick styckegodstrafiken till ASG. Vid årsskiftet 2000-2001 bolagiserades SJ och affärsverksamheterna uppdelades i SJ Persontrafik och Green Cargo för godstrafiken. Svelast AB avbolagiserades och blev något år senare en division inom Green Cargo Road. Verksamheten bolagiserades åter och uppgick 2010 i Green Cargo Åkeri AB, vilket såldes ut till Road Cargo Holding AB 2011.